# ちよだ (潜水艦救難艦)
ちよだ（ローマ字：JS Chiyoda, ASR-404）は、海上自衛隊の潜水艦救難艦。艦名は千代田城に由来し、この名を受け継いだ日本の艦艇としては5代目である。

## 設計
老朽化していた潜水艦救難母艦「ちよだ」（56AS）の代替艦として建造された。設計面では、潜水艦救難艦「ちはや」（08ASR）の拡大型とされている。
外観上、ちはや（08ASR）とほぼ同じだが、マストは塔型に改められた。搭載のDSRVとROVはともに新型で、DSRVは1回の潜水で救難できる人数を「ちはや」搭載艇の12名から16名に増し、バッテリーを銀・亜鉛二次電池からリチウムイオン二次電池に変更し、充電時間の短縮を図った。ROVは運動性・捜索能力などが格段に向上しており、従来DSRVが担当してきた遭難潜水艦の正確な状況確認が可能になっている。

## 能力
ちよだ（56AS）、ちはや（08ASR）と同様に、艦には潜水艦の乗員を救出するための深海救難艇 (Deep Submergence Rescue Vehicle, DSRV) に加え、新たに遠隔操作式の無人探査機 (Remotely Operated Vehicle,ROV) である遠隔操作無人探査装置 OXX－3を含む潜水救難装置（DSRS）一式も装備される。救出後の対応のために潜水病治療用の再圧タンクを3基備える。
しかしながら、ちよだ（56AS）にはあった潜水艦への燃料、魚雷、真水などの補給や、潜水艦乗員のための宿泊・休養施設といった母艦機能は省かれている。
また、大規模災害が発生した際に、医療支援や被災者の生活支援、入浴支援の拠点としての使用を想定しているちよだ（56AS）/ちはや（08ASR）と同じくし、さらにその能力を強化するために手術用寝台2床と病床約10床が設置されている。
主機はちはや（08ASR）と同様のディーゼルであるが、燃料タンクを大型化して高速航行でも十分な航続距離を有し、救難海域等の目的地に早く着けるようになった。

### 深海救難艇 （DSRV）
本艦搭載艇である深海救難艇は平成26年度計画深海救難艇として2015年1月28日に起工、2017年9月4日に川崎重工業神戸工場第4船台前岸壁にて船舶や潜水艦の進水にあたる着水が行われ、防衛省や川崎重工の関係者計160人が臨席した。1999年8月の「ちはや」の救難艇以来18年ぶり3艇目の建造で、艤装と海上運転、搭載試験を経て2018年3月に就役。
救難艇は長さ12.4m、幅3.2m、高さ4.3m、排水量約45t、水中速力は4ktで、2人が操縦し、他10人以上が乗り込める。建造費は127億円。これまでの救難艇に比べ排水量（容積）を5t増やすことで、救出できる人数が増えた。推進機関は電気推進（主推進装置×1基、スラスタ装置×4基）、耐圧殻には円筒型の調質超高張力鋼を使用し、機体設計を従来機の三連球型から円筒型に変更することにより高水圧に耐えるようにした。

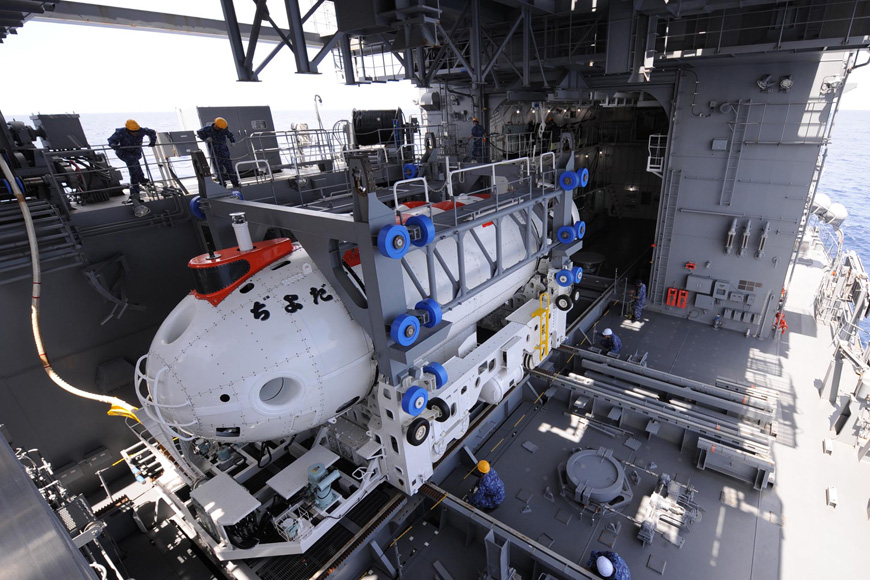
ちよだに搭載される深海救難艇（DSRV）

## 艦歴

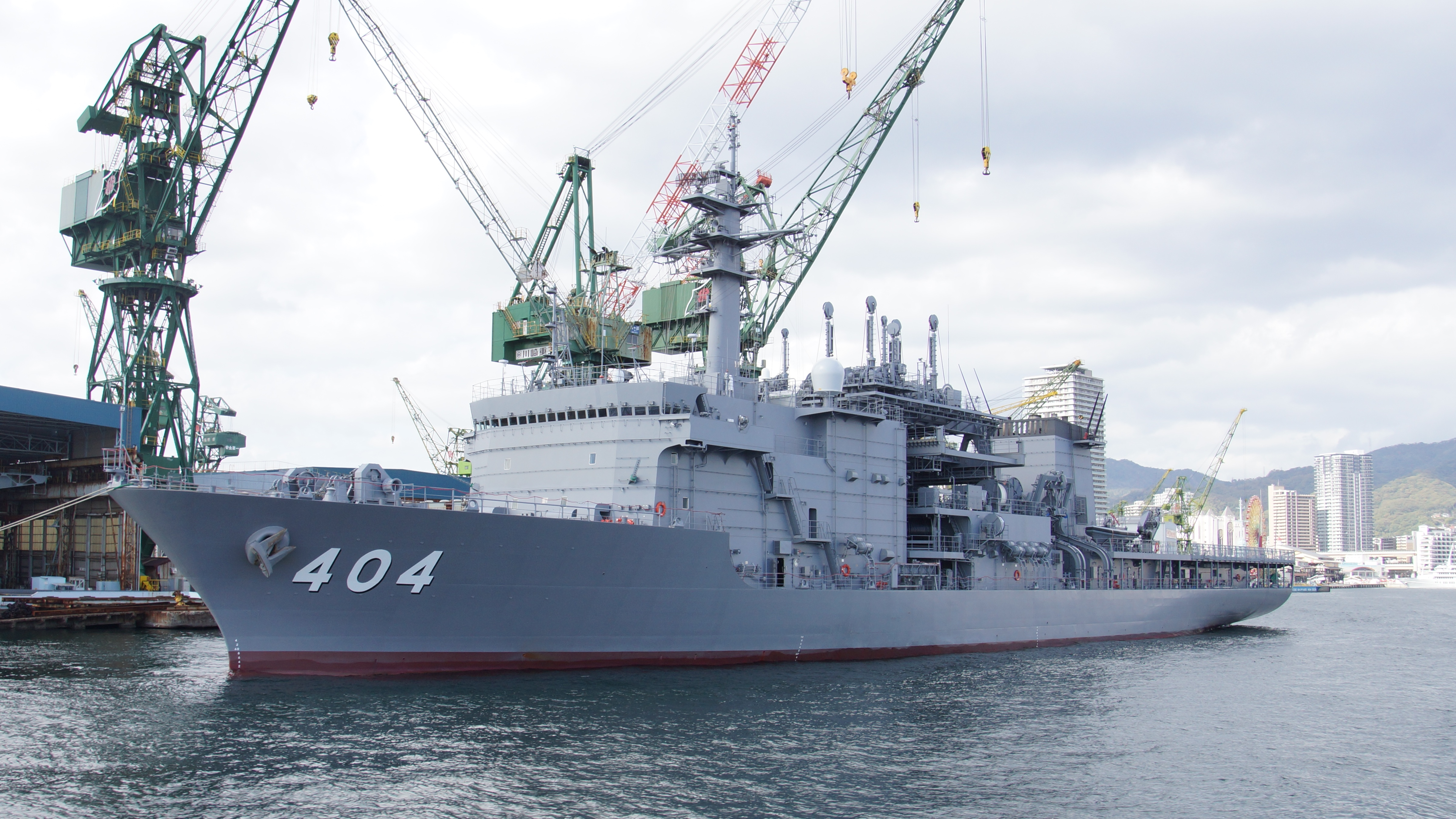
就役前の「ちよだ」
（2017年11月11日 川崎重工神戸工場）

「ちよだ」は、平成26年度概算予算要求に基づく平成26年度計画潜水艦救難艦として、三井造船玉野事業所で2015年10月13日に起工され、2016年10月17日に進水、2017年6月22日に公試開始、2018年3月20日に就役し、第2潜水隊群に直轄艦として編入され、横須賀に配備された。
2018年5月1日15時過ぎ、相模湾初島北方での個艦訓練の仮泊のため、静岡県伊東港沖に投錨中に、付近を航行中のプレジャーボートから男女5名が転落するのを乗組員が視認し、溺者救助のため同艦から作業艇を降ろし救助救難活動を実施した。
同年6月14日、自衛隊横須賀病院、横須賀米海軍病院と米海軍マーシー級病院船「マーシー」等とともに日米衛生共同訓練を行った。
2019年5月28日、千葉県銚子市犬吠埼沖で貨物船同士が衝突し愛媛県今治市の勝丸海運所有の千勝丸（5人乗り、499トン）が沈没した事故で、海上保安庁からの災害派遣要請を受け、行方不明者の救助活動に参加した。しかし29日に第3管区海上保安本部が「生存者はいないとみている」として船内の捜索の終了を決定したことから、ちよだも活動を終了した。
同年10月16日から12月7日の間、オーストラリア海軍が主催する第8回西太平洋潜水艦救難訓練（パシフィック・リーチ2019）に参加するため派遣される。同訓練は、11月4日～11月15日の間でオーストラリア連邦パース西方海域において実施され、参加国は日本の他、アメリカ合衆国、オーストラリア連邦、大韓民国、シンガポール共和国、マレーシア及びオブザーバー参加国20か国程度で、潜水艦救難訓練、遭難潜水艦捜索・救難図演等を行う。 
2021年5月27日、来島海峡西方海域で発生した貨物船「白虎」沈没に伴う捜索支援のため災害派遣。同年5月29日から6月1日までの間、第3掃海隊の掃海母艦「ぶんご」、掃海艇「みやじま」及び第42掃海隊の掃海艇「つのしま」、海上自衛隊第24航空隊（小松島）のSH-60J×1機と共に捜索・支援活動を実施。「ちよだ」は潜水艦救難装置を活用し海上保安庁特殊救難隊が実施する潜水捜索支援を行った。

### 歴代艦長
| 代       | 氏名       | 在任期間               | 出身校・期            | 前職                                 | 後職                     | 備考                               |
| 艤装員長 | 艤装員長   | 艤装員長               | 艤装員長              | 艤装員長                             | 艤装員長                 | 艤装員長                           |
| -------- | ---------- | ---------------------- | --------------------- | ------------------------------------ | ------------------------ | ---------------------------------- |
| -        | 布田英二   | 2016.10.17 - 2018.3.19 | 熊本商科大・ 39期幹候 | 潜水艦隊司令部                       | ちよだ艦長               |                                    |
| 艦長     |            |                        |                       |                                      |                          |                                    |
| 1        | 布田英二   | 2018.3.20 - 2019.3.31  | 熊本商科大・ 39期幹候 | ちよだ艤装員長                       | 海上幕僚監部総括副監察官 |                                    |
| 2        | 渡邉 忍    | 2019.4.1 - 2020.10.25  | 防大34期              | 第1潜水隊群司令部首席幕僚            | 呉潜水艦基地隊司令       | 2等海佐                            |
| 3        | 久保哲也   | 2020.10.26 - 2023.10.2 |                       | ちはや副長 兼 航海長                 | 阪神基地隊副長           | 就任時2等海佐 2021.7.1 1等海佐昇任 |
| 4        | 喜多村宗範 | 2023.10.3 -            |                       | 潜水艦教育訓練隊教育科長 兼 研究室長 |                          | 就任時2等海佐 2024.7.1 1等海佐昇任 |